# Hybomitra nigricorpus
Hybomitra nigricorpus är en tvåvingeart som först beskrevs av Krober 1923.  Hybomitra nigricorpus ingår i släktet Hybomitra och familjen bromsar. Inga underarter finns listade i Catalogue of Life.